# Dipartimento di Maipú (Chaco)
Maipú è un dipartimento argentino, situato nella parte centrale della provincia del Chaco, con capoluogo Tres Isletas.

## Geografia fisica
Esso confina con i dipartimenti di General Güemes, Libertador General San Martín, Quitilipi, Comandante Fernández, Independencia e Almirante Brown.

## Società

### Evoluzione demografica
Secondo il censimento del 2001, su un territorio di 2.855 km², la popolazione ammontava a 24.747 abitanti, con una diminuzione demografica dello 0,75% rispetto al censimento del 1991.

## Amministrazione
Nel 2001 il dipartimento comprendeva il solo comune (municipio in spagnolo) di Tres Isletas.